# Carême du rite byzantin
Le Carême du rite byzantin, plus communément appelé Grand Carême, est une période de jeûne et d'approfondissement de la foi pratiqué dans les Églises d'Orient — Églises orthodoxes et Églises catholiques de rite byzantin. Le Carême de rite byzantin est identiquement pratiqué par les Églises de rite grec-melkite et grec-catholique ou uniate (Églises de rite byzantin ayant reconnu la primauté de l'Église catholique romaine, et n'étant donc plus considérées par les autres Églises orientales comme orthodoxes).
La signification du Grand Carême ne peut être saisie qu'au regard de sa destination : la fête de Pâques. La participation au carême et la fidélité avec lequel il est respecté marquent l'importance que l'Église porte à la fête de Pâques. C'est en effet lors de la fête de Pâques que se rassemble le plus grand nombre de fidèles dans les pays de tradition byzantine (comme dans la tradition catholique) ; c'est, bien plus qu'à Noël, la fête à laquelle participent même ceux qui ne pratiquent pas régulièrement.
Cependant cette préparation à Pâques ne doit pas être comprise comme une fin en soi. L'Église met en garde contre le risque d'une rigueur excessive dans le rituel. C'est ainsi que la liturgie rappelle, lors de la période du petit carême, la parabole du Pharisien et du Publicain ; mais plus important encore, la liturgie de Pâques, dans l'homélie attribuée à saint Jean Chrysostome, énonce : 
« Que vous ayez jeûné ou non, réjouissez-vous aujourd’hui. La table est préparée, goûtez-en tous ; ... que nul ne s’en retourne à jeun. ... Que nul ne se lamente sur ses fautes, car le pardon a jailli du tombeau. Que nul ne craigne la mort, car celle du Sauveur nous en a délivrés. »

## La pratique du jeûne
Le jeûne n'est pas seulement un ensemble de règles alimentaires : en tous cas, le carême ne saurait y être identifié. C'est avant tout un épurement du superflu et des entraves au rapport avec Dieu. Le carême a pour objet de ramener le fidèle à l'essentiel. Jésus-Christ répliqua à Satan qui essayait de l'éprouver dans son jeûne au désert : « L'homme ne vit pas seulement de pain, mais de toute parole qui sort de la bouche de Dieu » (Matthieu, 4, 4). Le jeûne est souvent décrit dans les Églises d'Orient comme un effort pour se libérer des désirs qui asservissent l'esprit à des biens non essentiels.
Cependant, les Pères affirment que cet effort n'est rien sans le secours de la prière (il ne s'agit pas d'arriver seulement à une maîtrise de soi, mais bien de réorienter son désir). Une parole mémorable (un apophtegme) d'un Père du désert, souvent citée dans le rite byzantin, affirme que l'on ne peut se glorifier de jeûner sans prier et sans amour, car les démons jeûnent eux aussi (car ils n'ont pas besoin de manger). L'Église condamne par ailleurs toute volonté de performance dans le domaine des règles alimentaires — ce qui serait en fausser le sens — comme le révèle cet autre célèbre apophtegme :
« Abba Isaac vint chez Abba Pœmen. Il le vit en train de se verser un peu d'eau sur les pieds ; comme il était très libre avec lui, il lui demanda : “ Pourquoi certains ont-ils fait preuve d'intransigeance en traitant durement leur corps ? ” Abba Pœmen répondit : “ Nous, nous n'avons pas appris à tuer le corps, mais à tuer les passions ”. Et il dit encore : “ Tous les excès viennent des démons ”. »

### Le jeûne alimentaire
Pendant le Grand Carême, la plupart des fidèles pratique un jeûne alimentaire qui répond à certaines règles générales. Cependant, ces règles, décrites ci-dessous, ne doivent pas être appliquées aveuglément : selon la tradition des Églises d'Orient toute décision de jeûner se fait en consultation avec son Père spirituel (généralement son confesseur) afin d'en définir les modalités, adaptées à la personnalité de chacun (c'est ainsi que certains Pères, paradoxalement, peuvent recommander du repos à ceux qui sont incapables de s'en accorder).
Les règles générales du jeûne consistent à s'abstenir totalement de viande et de laitages (et certains jours de vin et d'huile). Cependant, le carême n'est pas pratiqué de la même manière les jours de la semaine (c'est-à-dire du lundi au vendredi), et en fin de semaine. En effet, le samedi (jour du sabbat) et le dimanche (jour du Seigneur) sont considérés par l'Église orthodoxe comme jours de fête incompatibles avec un jeûne trop strict. Tandis que l'on s'abstiendra pendant la semaine de viande, d'huile (comme de toute matière grasse) et de vin, en se limitant de préférence à un seul repas par jour (le soir), il est en revanche permis les samedis et dimanches de carême de prendre deux repas par jour, accompagnés d'huile et de vin (mais pas de viande).
| Du lundi au vendredi                                                                     | Samedi et Dimanche                                                                       |
| ---------------------------------------------------------------------------------------- | ---------------------------------------------------------------------------------------- |
| De préférence un seul repas par jour                                                     | Deux repas par jour                                                                      |
| Ni huile ni vin                                                                          | Huile et vin autorisés                                                                   |
| Aucun produit d'origine animale. (Ni viande, ni poisson, ni produits laitiers, ni œufs.) | Aucun produit d'origine animale. (Ni viande, ni poisson, ni produits laitiers, ni œufs.) |

Ces règles de jeûnes alimentaires doivent s'accompagner de méditations, d'efforts spirituels, d'assistance aux offices, sans quoi elles perdent tout intérêt spirituel et omettent ce qui en constitue le sens.

### La manière de vivre pendant le carême
Le carême ne saurait se limiter à des actes extérieurs comme les règles alimentaires et la présence aux offices. Cette période implique une transformation générale de son genre de vie en accord avec ces efforts. La plupart des fidèles, par exemple, évitent le cinéma et les boîtes de nuit pendant la durée du carême, réduisent leurs sorties afin de créer un climat plus simple, plus dépouillé, sans trop de divertissements, avec son rythme propre. (De nos jours, certains fidèles éteignent leur télévision durant le carême, particulièrement les première, quatrième et septième semaines). Comme on se prive des plaisirs de la table, il s'agit de s'ouvrir à des nourritures spirituelles plus stimulantes pour l'esprit et pour l'âme, lectures saintes, contemplation des œuvres d'art...
Il est de coutume de ne célébrer ni fête, ni mariage durant le Grand Carême, afin d'en respecter le "ton". Ce ton particulier au carême porte, dans le rite byzantin, le nom de "radieuse tristesse" (du grec ancien : χαροποιὸν πένθος, « tristesse produisant la joie ») : durant le carême, la joie véritable  résulte de l'effort à se détacher des entraves matérielles.
De même, la liturgie de saint Jean Chrysostome, considérée comme une véritable fête, n'est pas célébrée durant le carême. L'Eucharistie est donnée uniquement le dimanche lors de la Liturgie de saint Basile, plus longue et plus solennelle.

## L'entrée dans le carême
Si le Grand Carême est strict, il est préparé de façon progressive. Toute grande fête ou période liturgique doit, selon la tradition orientale, être préparée, afin de permettre une conversion progressive. Le carême est donc anticipé lors de cinq dimanches, évoquant chacun, par leurs lectures évangéliques, les étapes fondamentales de la conversion. Cette période est appelée petit carême ou pré-carême.
| Les dimanches initiant la semaine     | Évènements suivant ces dimanches   | Nom de la semaine suivant ces dimanches  | Règles de jeûne pendant la semaine                                                                           |
| ------------------------------------- | ---------------------------------- | ---------------------------------------- | --- |
| Dimanche du Publicain et du Pharisien |                                    | Semaine de la viande                     | La viande est permise même le mercredi et le vendredi                                                        |
| Dimanche du Fils prodigue             | Samedi des défunts                 |                                          | Semaine normale (jeûne les mercredi et vendredi)                                                             |
| Dimanche du Jugement dernier          | Carnaval à partir du dimanche soir | Semaine des laitages                     | La viande est supprimée, mais non les laitages, ni les œufs, qu'on peut même manger les mercredi et vendredi |
| Dimanche du Pardon                    | Fin du Carnaval ; Lundi Pur        | Le Grand Carême débute lors du Lundi Pur | Jeûne strict : aucune nourriture le Lundi Pur, légumes et fruits sans huile le reste de la semaine           |

### Première semaine de pré-carême, ditesemaine de la viande
La viande est autorisée cette semaine, même le mercredi et le vendredi qui sont habituellement des jours de jeûne.
Le premier dimanche ouvrant la première semaine de pré-carême, est appelé le dimanche du Publicain et du Pharisien. L'évangile (Luc 18:10-14) de ce dimanche évoque la valeur de l'humilité, la prière humble du publicain étant agréée et non celle, fière, du pharisien.
« Le Seigneur dit cette parabole : ” Deux hommes montèrent au Temple pour prier ; l’un était Pharisien et l’autre publicain. Le Pharisien, debout, priait ainsi en lui-même : Mon Dieu, je te rends grâces de ce que je ne suis pas comme le reste des hommes, qui sont rapaces, injustes, adultères, ou bien encore comme ce publicain ; je jeûne deux fois la semaine, je donne la dîme de tout ce que j’acquiers. Le publicain, se tenant à distance, n’osait même pas lever les yeux au ciel, mais il se frappait la poitrine, en disant : Mon Dieu, aie pitié du pécheur que je suis ! Je vous le dis : ce dernier descendit chez lui justifié, l’autre non. Car tout homme qui s’élève sera abaissé, mais celui qui s’abaisse sera élevé ”,. »

### Deuxième semaine de pré-carême
Le deuxième dimanche de pré-carême, premier jour de la deuxième semaine, est appelé le dimanche du Fils prodigue. L'évangile de ce dimanche (Luc 15:11-32) évoque la possibilité de résoudre le sentiment d'être exilé de Dieu, de revenir à lui.
« Il dit encore : ” Un homme avait deux fils. Le plus jeune dit à son père : Père, donne-moi la part de fortune qui me revient. Et le père leur partagea son bien. Peu de jours après, rassemblant tout son avoir, le plus jeune fils partit pour un pays lointain et y dissipa son bien en vivant dans l’inconduite. "Quand il eut tout dépensé, une famine sévère survint en cette contrée et il commença à sentir la privation. Il alla se mettre au service d’un des habitants de cette contrée, qui l’envoya dans ses champs garder les cochons. Il aurait bien voulu se remplir le ventre des caroubes que mangeaient les cochons, et personne ne lui en donnait. Rentrant alors en lui-même, il se dit : Combien de mercenaires de mon père ont du pain en surabondance, et moi je suis ici à périr de faim ! Je veux partir, aller vers mon père et lui dire : Père, j’ai péché contre le Ciel et envers toi ; je ne mérite plus d’être appelé ton fils, traite-moi comme l’un de tes mercenaires. Il partit donc et s’en alla vers son père. "Tandis qu’il était encore loin, son père l’aperçut et fut pris de pitié ; il courut se jeter à son cou et l’embrassa tendrement. Le fils alors lui dit : Père, j’ai péché contre le Ciel et envers toi, je ne mérite plus d’être appelé ton fils. Mais le père dit à ses serviteurs : Vite, apportez la plus belle robe et l’en revêtez, mettez-lui un anneau au doigt et des chaussures aux pieds. Amenez le veau gras, tuez-le, mangeons et festoyons, car mon fils que voilà était mort et il est revenu à la vie ; il était perdu et il est retrouvé ! Et ils se mirent à festoyer. "Son fils aîné était aux champs. Quand, à son retour, il fut près de la maison, il entendit de la musique et des danses. Appelant un des serviteurs, il s’enquérait de ce que cela pouvait bien être. Celui-ci lui dit : C’est ton frère qui est arrivé, et ton père a tué le veau gras, parce qu’il l’a recouvré en bonne santé. Il se mit alors en colère, et il refusait d’entrer. Son père sortit l’en prier. Mais il répondit à son père : Voilà tant d’années que je te sers, sans avoir jamais transgressé un seul de tes ordres, et jamais tu ne m’as donné un chevreau, à moi, pour festoyer avec mes amis ; et puis ton fils que voici revient-il, après avoir dévoré ton bien avec des prostituées, tu fais tuer pour lui le veau gras ! "Mais le père lui dit : Toi, mon enfant, tu es toujours avec moi, et tout ce qui est à moi est à toi. Mais il fallait bien festoyer et se réjouir, puisque ton frère que voilà était mort et il est revenu à la vie ; il était perdu et il est retrouvé ! ” »

### Semaine des laitagesou de la tyrophagie
La viande est supprimée, mais les laitages et les œufs sont autorisés même le mercredi et le vendredi (jours habituels de jeûne). Lors de ces deux jours de la semaine, on ne célèbre pas la liturgie et l'on récite la Prière de saint Éphrem.
Le troisième dimanche — dimanche du Jugement dernier — est aussi appelé dimanche des laitages ou dimanche de la tyrophagie, parce qu'un jeûne limité à la viande est prescrit par l'Église à partir de la semaine qui le suit. Le soir de ce dimanche commence le carnaval. Par ce jeûne débute, d'une manière graduelle, l'effort du Grand Carême, effort qui ne sera pleinement exigé qu'une semaine plus tard. Seuls le mercredi et le vendredi y sont considérés comme constituant déjà tout à fait deux jours de carême (avec les adaptations liturgiques propres au carême). Dans l'évangile de ce jour-là, le Christ affirme que tout ce que nous faisons pour le plus humble, c'est à Lui que nous le faisons. Un autre aspect du carême est ainsi évoqué : l'aumône, suivant l'ancienne tradition selon laquelle ce que l'on économise en jeûnant, on le redistribue aux plus pauvres.
« Alors le Roi dira à ceux qui seront à sa droite : “ Venez, les bénis de mon Père. Héritez du Royaume qui vous a été préparé depuis la fondation du monde. Car j’ai eu faim et vous m’avez donné à manger, j’ai eu soif et vous m’avez donné à boire, j’étais sans logis et vous m’avez recueilli, j’étais nu et vous n’avez vêtu, j’étais infirme et vous m’avez visité, en prison et vous êtes venus à moi ”. Alors les justes lui répondront : “ Seigneur, quand t’avons-nous vu affamé et t’avons donné à manger, ou être assoiffé et t’avons-nous donné à boire ? Quand t’avons-nous vu sans logis et t’avons-nous recueilli, ou nu et t’avons-nous vêtu ? Quand t’avons-nous vu infirme ou en prison et sommes-nous venus à toi ? ”. Et le Roi leur répondra : “ Amen, je vous le dis, ce que vous avez fait à l’un de mes frères, à l’un des plus petits, c’est à moi que vous l’avez fait ”. Alors il dira à ceux qui sont à sa gauche : “ Éloignez-vous de moi, maudits, au feu éternel préparé pour le diable et ses complices ! Car j’ai eu faim et vous ne m’avez pas donné à manger, j’ai eu soif et vous ne m’avez pas donné à boire, j’étais sans logis et vous ne m’avez pas recueilli, j’étais nu et vous ne m’avez pas vêtu, infirme et prisonnier et vous ne m’avez pas visité ”. Alors eux aussi répondront : “ Seigneur, quand t’avons-nous vu avoir faim ou soif, ou sans logis, ou nu, ou infirme, et t’avons-nous pas rendu service ? ”. Alors il leur répondra en disant : “ Amen, je vous le dis, ce que vous n’avez pas fait à l’un de ces plus humbles, à moi non plus vous ne l’avez pas fait ! ” »

### Le dernier dimanche avant le carême
Le quatrième dimanche est appelé dimanche du Pardon ou de l'“Expulsion d'Adam hors du Paradis”, ou encore “dernier jour des laitages”. Il marque la fin du carnaval et le début du Grand Carême qui commencera le lendemain, au lundi pur. Le carême est compris comme la libération de l'esclavage du péché (entré dans l'homme par une rupture de jeûne). L'évangile de ce dimanche (Matthieu 6:14-21) dicte les recommandations nécessaires à cette libération : d'une part le jeûne ne doit pas être pratiqué de façon ostentatoire, d'autre part celui-ci n'a aucune valeur s'il n'est accompagné du  pardon à son prochain ("Si vous pardonnez aux hommes leurs offenses, votre Père céleste vous pardonnera aussi").
« Le Seigneur dit : ” Oui, si vous remettez aux hommes leurs manquements, votre Père céleste vous remettra aussi ; mais si vous ne remettez pas aux hommes, votre Père non plus ne vous remettra pas vos manquements. Quand vous jeûnez, ne vous donnez pas un air sombre comme font les hypocrites : ils prennent une mine défaite, pour que les hommes voient bien qu’ils jeûnent. En vérité je vous le dis, ils tiennent déjà leur récompense. Pour toi, quand tu jeûnes, parfume ta tête et lave ton visage, pour que ton jeûne soit connu, non des hommes, mais de ton Père qui est là, dans le secret ; et ton Père, qui voit dans le secret, te le rendra. Ne vous amassez point de trésors sur la terre, où la mite et le ver consument, où les voleurs percent et cambriolent. Mais amassez-vous des trésors dans le ciel : là, point de mite ni de ver qui consument, point de voleurs qui perforent et cambriolent. Car où est ton trésor, là sera aussi ton cœur ” »

## La prière du carême orthodoxe
Une prière spéciale, attribuée par la tradition à Éphrem le Syrien, est récitée deux fois chaque jour du carême :
Mais fais-moi la grâce, à moi ton serviteur, 
de l'esprit d'intégrité, d'humilité, 
de patience et d'amour ! (une métanie)
Oui, Seigneur-Roi, 
accorde-moi de voir mes fautes 
et de ne pas condamner mon frère, 
car Tu es béni dans les siècles des siècles ! (une métanie)
La prière est dite deux fois. La première fois, une métanie (c'est-à-dire un prosternement) conclut chacune des trois demandes. Ces métanies ont beaucoup d'importance pour l'Église, car elles permettent de faire participer le corps à la prière, de restaurer celui-ci dans sa vraie fonction en tant que "temple de l'Esprit", car lui aussi est appelé selon la théologie byzantine, à être transfiguré, à devenir glorieux. 
« L'homme tout entier, dans sa chute, s'est détourné de Dieu, l'homme tout entier devra être restauré ; c'est tout l'homme qui doit revenir à Dieu. (…) Pour cette raison, tout l'homme — corps et âme — se repent. Le corps participe à la prière de l'âme de même que l'âme prie par et dans le corps. Les prosternements, signes psychosomatiques du repentir et de l'humilité, de l'adoration et de l'obéissance, sont donc le rite quadragésimal par excellence. »
On répète ensuite douze fois : « Ô Dieu, purifie-moi, pécheur » en effectuant chaque fois une petite métanie (on se signe puis on vient toucher de la main le sol). On lit alors de nouveau la prière de saint Éphrem, en ne se prosternant qu'une fois, à la fin. À none et pendant la liturgie des Dons présanctifiés, on ne fait que la première récitation, avec trois prosternations.
Cette prière est construite selon un double mouvement, de la même manière que le psaume pénitentiel 50, à la fois de purification des fautes et d'ouverture à la grâce de Dieu, correspondant au double aspect de la conversion baptismale de la mort du vieil homme et de la naissance en un homme nouveau, de la mort et de la Résurrection du Christ.
Selon le commentaire des Pères de l’Église orientale, elle suivrait l'ordre d'engendrement des passions comme des vertus. Ce serait de la paresse et du découragement, compris comme absence d'effort dans la recherche d'une communion avec Dieu, que naîtrait le besoin de substitutions que sont le désir de domination et le bavardage inutile. L'intégrité (correspondant au grec ancien : σωφροσύνη, sophrosunê : mot difficile à traduire signifiant tout à la fois intégrité, chasteté, virginité et modération) est le contraire de la paresse comprise comme dispersement de ses forces et de ses désirs. Quiconque se connaît véritablement dans son intégrité, devient humble. Devenu humble, il est moins prompt à condamner les autres et à s'emporter contre eux ; sa vision s'est élargie au-delà de sa personne (il ne s'agit pas d'un aveuglement ni d'une indulgence, mais d'une compréhension). Le fruit de toutes les vertus, qui les couronne toutes, c'est l'amour (ou charité, c'est-à-dire l'agapè, un amour surnaturel, non pas un état sentimental, mais selon la théologie orthodoxe, la participation à une énergie divine).

## La structure du Grand Carême
Une semaine avant le carême, le jeûne commence progressivement par l'exclusion de la viande dans le régime alimentaire, à partir du dimanche appelé "de l'abstinence de viande". C'est à partir du Dimanche du Pardon que s'initie véritablement le Grand Carême et que commence le jeûne strict, en excluant désormais tous laitages (et certains jours, l'huile et le vin).
Durant le Grand Carême, les péricopes lues sont prises uniquement dans l'Ancien Testament, se concentrant sur le livre de la Genèse, le livre des Proverbes, et le livre d'Isaïe.
Le Grand Carême s'achève par le vendredi de la sixième semaine : au contraire des catholiques, les orthodoxes ne comptent pas la semaine sainte dans les quarante jours de carême. Le Samedi de Lazare, et le Dimanche des Rameaux précèdent l'entrée dans la Semaine Sainte, et font office de répit dans le jeûne (on peut manger des œufs de poisson le samedi et du poisson le dimanche, qui est une des douze grandes fêtes) ainsi que de transition entre l'esprit ascétique de la Sainte Quarantaine et l'esprit théophanique de la Semaine Sainte. Ces quarante jours d'ascèse, fortement concentrés, dans l'hymnographie, sur le combat contre les passions et les appétits humains, sont à l'origine un reflet des quarante jours du Christ au désert après le baptême dans le Jourdain.
En semaine, pas de liturgie sauf le mercredi et le vendredi, où est célébrée la Liturgie des Dons présanctifiés. Le samedi est célébrée la Liturgie de saint Jean Chrysostome, en mémoire des défunts. Le dimanche, la Liturgie de saint Basile. Contrairement au reste de l'année, le dimanche n'est pas le premier jour de la semaine, mais le dernier : le premier jour du carême est un lundi. Cette inversion du cycle habituel hebdomadaire est typique du Grand Carême, pendant lequel le rythme de la vie est comme inversé. Dans l'antiquité, la pratique monastique était d'ailleurs de commencer le jour liturgique avec les matines, et non les vêpres comme cela se fait tout le reste de l'année (selon Gn. 1, 5 : « Il y eut un soir, il y eut un matin ») : cette pratique s'est aujourd'hui restreinte à la Semaine Sainte, mais manifeste aussi cette inversion du cycle temporel comme élément fondamental du carême.

### La Première semaine de carême
- Lundi pur, suivant le Dimanche du Pardon, premier jour du Grand Carême
- Le Grand Canon de saint André de Crète est lu aux Apodeipnons (grandes Complies) du lundi, mardi, mercredi et jeudi.
- Samedi de saint Théodore Tiron (miracle lié au jeûne).
- Le Premier dimanche de carême (dernier jour de la première semaine) est appelé le Dimanche de l'Orthodoxie. Cette fête commémore la victoire de l'Orthodoxie sur l'iconoclasme et le rétablissement de la vénération des icônes.

### La deuxième semaine de carême
Le Deuxième dimanche de carême (dernier jour de la deuxième semaine) est appelé le Dimanche de saint Grégoire Palamas ou Dimanche des Reliques. Grégoire Palamas justifia la doctrine de l'hésychasme devant ses détracteurs, en affirmant la possibilité pour l'homme de participer aux énergies incréées de Dieu.

### La troisième semaine de carême
- Le Troisième dimanche de carême est appelé Dimanche de la Croix ; marquant la mi-carême, il est un encouragement dans la poursuite de l'effort. À travers la Croix, c'est déjà la victoire sur la mort qui est célébrée. On se prosterne toute la semaine qui suit devant la Croix posée sur l'analogion au milieu de l'église, y compris le dimanche. L'hymnographie du dimanche annonce déjà la résurrection. Le mercredi et le vendredi de la semaine suivante, on chante un canon de la Croix.

### La quatrième semaine de carême
- Le Quatrième dimanche de carême est appelé Dimanche de Jean Climaque, en mémoire de ce saint rédacteur d'un des plus importants ouvrages de spiritualité du monachisme oriental.

### La cinquième semaine de carême
- Le jeudi de la cinquième semaine de carême est entièrement lu le Canon de saint André de Crète.
- À l'orthros du samedi est célébré l'acathiste à la Mère de Dieu.
- Dimanche de Marie l'Égyptienne ou Cinquième dimanche de carême

### La sixième semaine de carême
- La sixième semaine rappelle la marche de Jésus vers Béthanie.
- Le vendredi, veille du Samedi de Lazare, est le dernier jour du Grand Carême, ou Sainte Quarantaine. Le Samedi de Lazare et le Dimanche des Rameaux, très proches d'un point de vue hymnographique, sont deux jours à part, et opèrent une transition vers la Semaine Sainte.

### La Fête de l'Annonciation
Cette fête fixe (le 25 mars) est presque toujours située pendant la période du carême, dont les dates sont mobiles. En 1991, elle tomba le jour de Pâques (cette coïncidence se reproduira en 2075 ). Il arrive aussi que cette fête, quand Pâques est tôt dans l'année, ait lieu hors du Grand Carême mais pendant la semaine sainte (comme en 2017, où il fallut combiner les offices de Samedi Saint et de l'Annonciation). En de rares cas, elle tombe après Pâques, comme en 2010 (cette coïncidence se reproduira en 2037). Dans ce cas, l'office célébré se nomme Kyriopascha, et est une combinaison à peu près égale des hymnes des deux fêtes.